# Kentau
Kentau (in kazako Кентау/Kentaw) è una città del Kazakistan, situata nella regione di Turkistan.